# Bedřich Larisch-Mönnich
Bedřich Evžen Maria hrabě Larisch-Mönnich (německy Friedrich Eugen Maria Graf von Larisch-Mönnich) (23. ledna 1875 Karviná – 4. října 1963 Mnichov) byl rakousko-slezský šlechtic. Po krátké službě v armádě působil jako rakousko-uherský diplomat a zastával nižší posty na ambasádách v několika evropských zemích, nakonec byl do roku 1918 velvyslaneckým radou v Německu. Po první světové válce žil v Československu, kde byl majitelem velkostatku a podílníkem uhelných dolů na Karvinsku. Později přesídlil do Německa a usadil se ve vile poblíž Mnichova, kde také zemřel.  

## Životopis

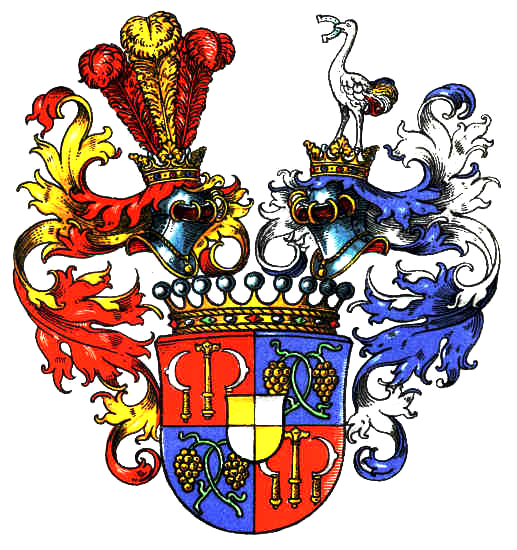
Erb rodu Larisch-Mönnich

Pocházel ze šlechtického rodu Larisch-Mönnichů, narodil se na zámku Solca jako mladší syn dlouholetého slezského zemského hejtmana Jindřicha Larisch-Mönnicha (1850–1918) a jeho manželky Henrietty, rozené Larischové (1853–1916). Bedřich původně sloužil v armádě, byl příslušníkem c. k. zeměbrany a do zálohy odešel v hodnosti poručíka. V roce 1899 obdržel titul c. k. komořího a vstoupil do služeb ministerstva zahraničí. Diplomatickou dráhu začal v roce 1900 jako attaché na rakousko-uherském velvyslanectví v Berlíně, kde se mimo jiné oženil. Poté působil jako legační sekretář v Bukurešti (1903–1907), poté na stejné pozici pobýval ve Vatikánu (1907–1909). Následně byl vyslaneckým radou v Mnichově (1909–1911) a do konce první světové války velvyslaneckým radou v Berlíně. Po rozpadu monarchie žil v soukromí, nejprve v Československu, později přesídlil do Mnichova, kde také zemřel. 
Během diplomatické služby obdržel několik vyznamenání, byl nositelem rytířského kříže Leopoldova řádu, Řádu železné koruny III. třídy a Válečného kříže Za občanské zásluhy. V zahraničí získal pruský Řád červené orlice II. třídy, Řád rumunské koruny a papežský Řád sv. Silvestra. Byl též čestným rytířem Maltézského řádu.

## Majetek a rodina

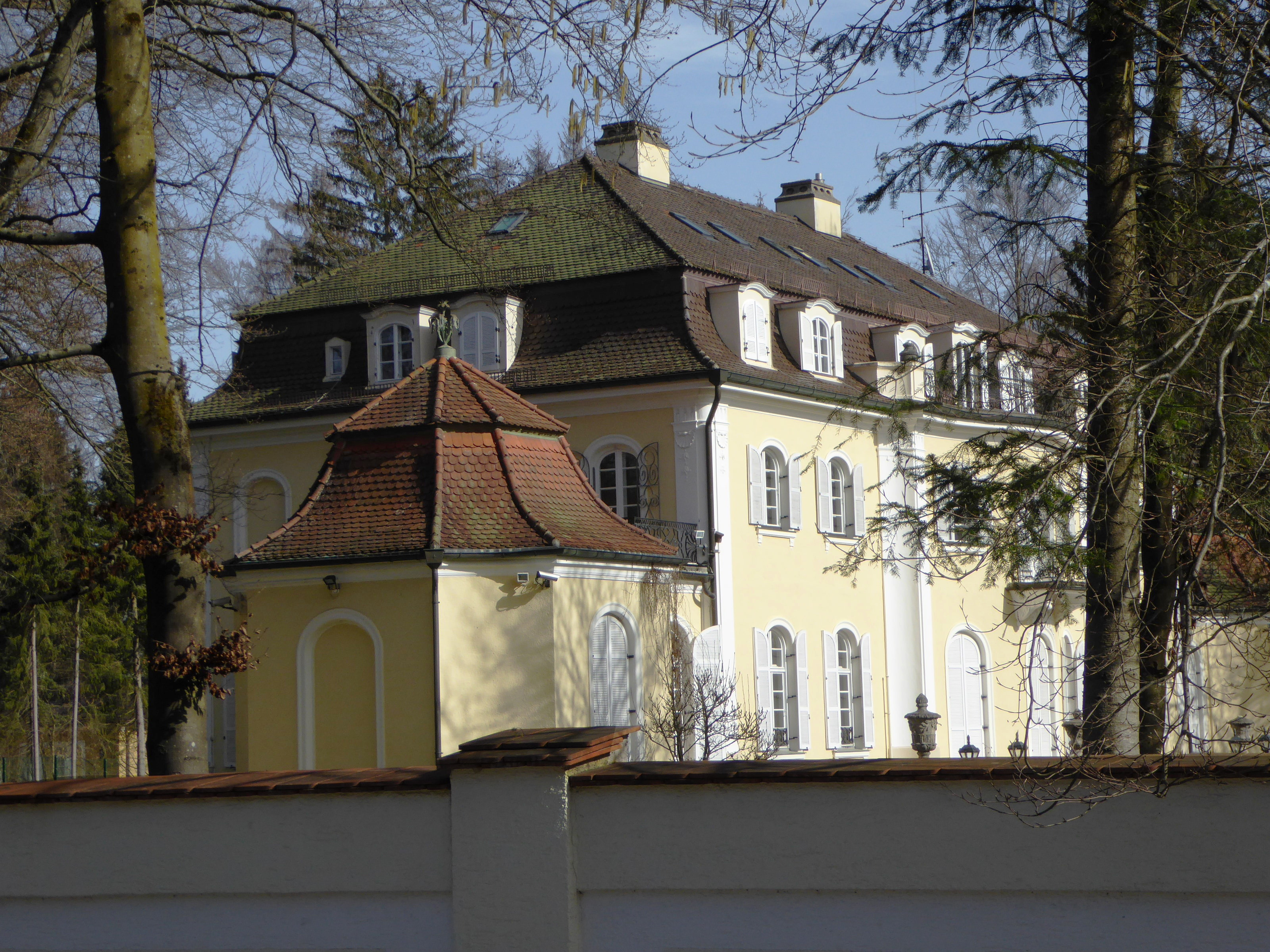
Villa Larisch v Mnichově

Z otcova majetku obdržel jako svůj dědický podíl velkostatek Šenov, díky vysokým výnosům rodiny v podnikání v těžbě uhlí dostal navíc v hotovosti tři milióny korun. Dále mu byl přiznán podíl na zisku z těžby uhlí v larischovských dolech na Karvinsku ve výši 10% (tento nárok zanikl v roce 1945 po znárodnění rodového majetku). Zámek Šenov v té době chátral a rodina zde nepobývala, po provedení pozemkové reformy získal Bedřich Larisch souhlas k demolici zámku (1927). Vybavení bylo předtím odvezeno na další larischovské zámky Solca a Fryštát. Bedřich Larisch s rodinou žil na zámku Ráj v Karviné, ještě v době první republiky ale přesídlil do Geiselgasteinu na předměstí Mnichova. Jejich dům v ulici Gabriel Seidl Strasse č. p. 41 později několikrát změnil majitele, ale dodnes je známý pod názvem Villa Larisch.
V roce 1902 se v Berlíně oženil s hraběnkou Marií Luisou Beroldingenovou (1881–1976), dcerou pruského generálmajora hraběte Constantina Beroldingena (1858–1936). Marie Luisa byla později c. k. palácovou dámou. Z jejich manželství se narodily tři dcery. Nejstarší Marie Henrietta (1903–1994) byla nejprve manželkou knížete Johana Andrease Orsini-Rosenberga (1893–1932), po ovdovění se podruhé provdala za prince Aloise Auersperga (1897–1984). Prostřední dcera Marie Johanna (1903–1999) byla manželkou hraběte Karla Seilern-Aspanga, nejmladší Marie Alexandra (1905–2007) se provdala za Fritze Uhlfeldera.